# Kuchnia indukcyjna

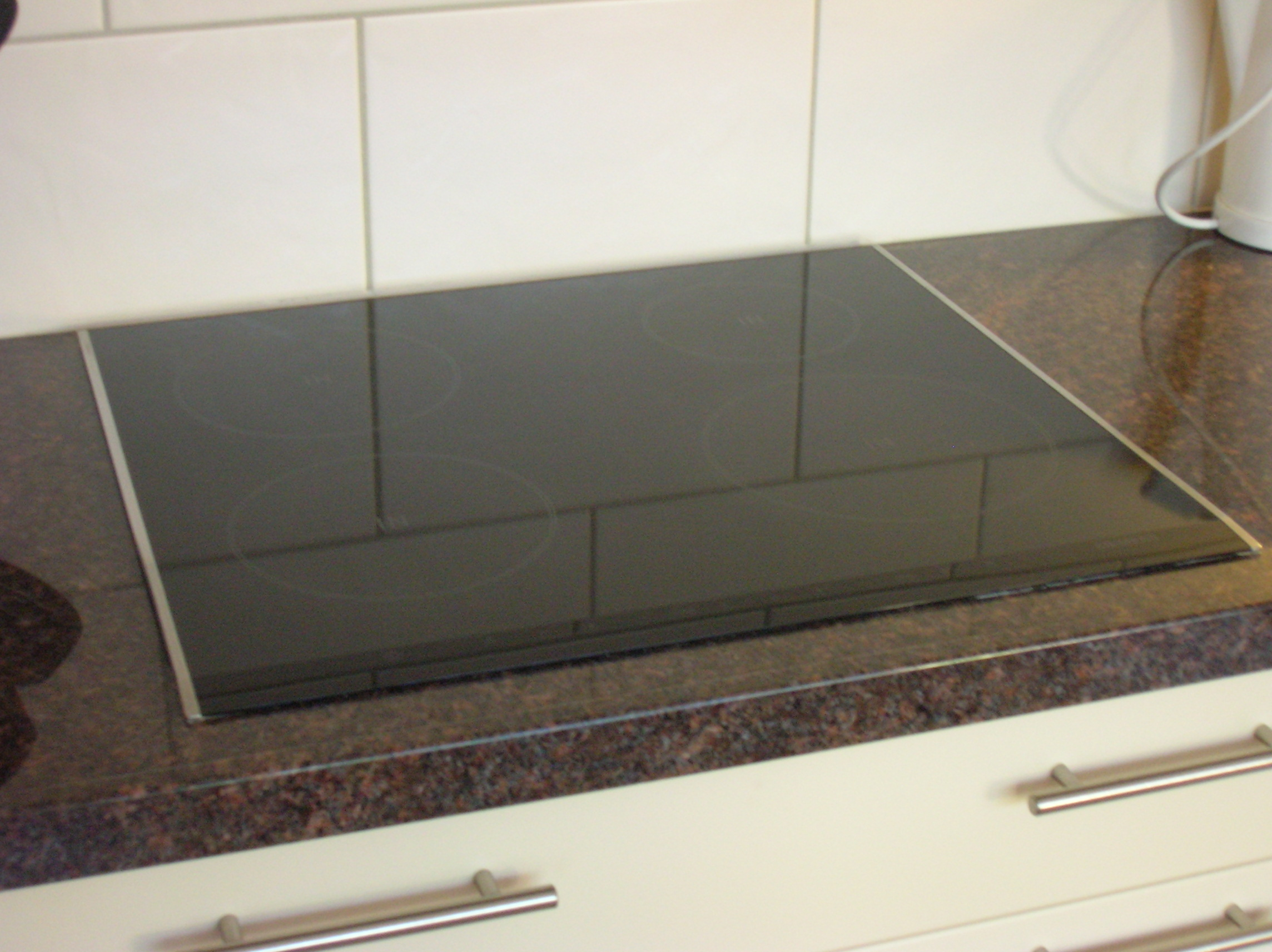
Blat kuchenki indukcyjnej

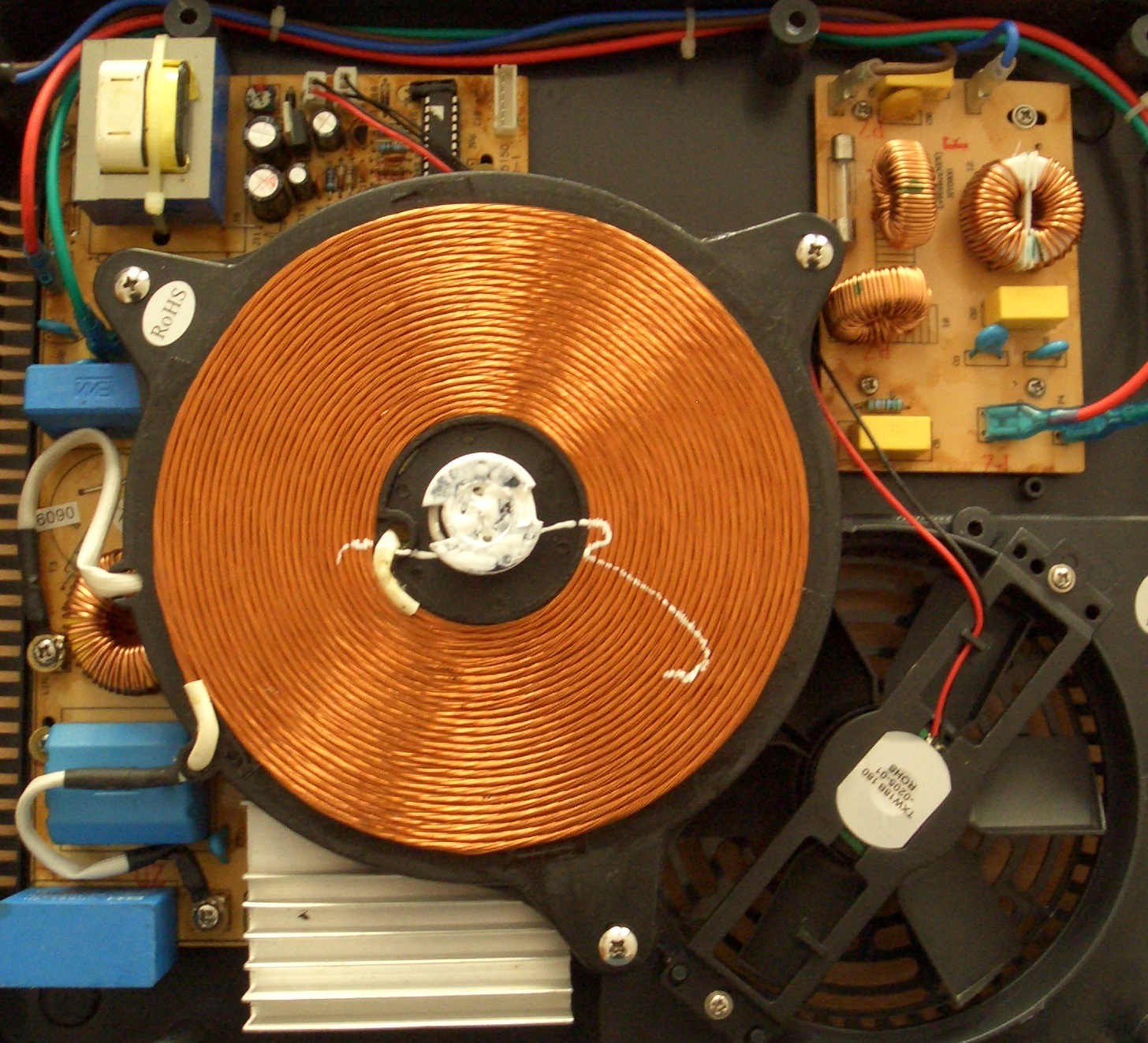
Wnętrze jednopłytowej kuchenki indukcyjnej. W centrum cewka indukcyjna, z lewej strony układ elektroniczny zasilający cewkę, po prawej na dole wentylator, po prawej na górze sieciowy filtr przeciwzakłóceniowy.

Kuchnia indukcyjna – urządzenie służące do gotowania potraw, podgrzewające naczynie w wyniku działania szybkozmiennego pola magnetycznego w dnie naczynia kuchennego.
Pod powierzchnią płyty znajdują się cewki wytwarzające pole magnetyczne zmieniające się z częstotliwością 20-50 kHz. Przemiana energii elektrycznej na cieplną zachodzi w dnie naczynia głównie w wyniku przepływu prądów wirowych, które są indukowane przez zmienne pole magnetyczne, ciepło powstaje też w wyniku przemagnesowywania ferromagnetyków. Na kuchence mogą być stosowane wyłącznie naczynia, których dno jest wykonane z materiałów ferromagnetycznych . 
Wytwarzanie ciepła w dnie naczynia umożliwia przekazanie dużej mocy do naczynia (w kuchenkach domowych do 3 kW), minimalizację strat cieplnych kuchenki. W wyniku czego kuchenki indukcyjne są szybsze od tradycyjnych i ceramicznych kuchenek elektrycznych i są bardziej energooszczędne. Wyeliminowanie spalania gazu i innych paliw poprawia jakość powietrza w mieszkaniu .
Kuchenki zazwyczaj zawierają czujnik temperatury pod płytą kuchenki pozwalający na sterowanie dostarczaniem energii w zależności od temperatury dna naczynia, co nie jest możliwe z użyciem innych metod. Płyta kuchenki nagrzewa się od stojących na niej naczyń i jest znacznie chłodniejsza niż w innych typach kuchenek, w których nagrzewanie naczynia następuje w wyniku przekazywania ciepła do dna naczynia, dlatego ryzyko oparzenia na skutek dotknięcia płyty kuchenki indukcyjnej jest znacznie mniejsze w porównaniu do kuchni innych typów .
Kuchenki indukcyjne posiadają zabezpieczenia wykrywające zbyt małe ilość materiału ferromagnetycznego w zasięgu działania pola grzejnego. W takim wypadku kuchenka wyłącza się automatycznie. Dzięki temu nie ma ryzyka oparzenia w wyniku trzymania w tym miejscu np. łyżeczki lub innych małych stalowych przedmiotów, które mogłyby się błyskawicznie rozgrzać do wysokiej temperatury. Efektem ubocznym działania zabezpieczenia jest wymóg stosowania naczyń o średnicy większej od podanego przez producenta limitu, wynoszącego kilka–kilkanaście centymetrów w zależności od modelu.

## Garnki

Symbol umieszczany na naczyniach, które mogą być stosowane na kuchenkach indukcyjnych.

Na kuchniach indukcyjnych można używać garnków tylko z dnem wykonanym z  materiału ferromagnetycznego.
Garnki odpowiednie do kuchni indukcyjnych
- stal lub żeliwo (również emaliowane),
- dowolny inny materiał z trwale wprasowaną w dno płytą wykonaną z odpowiedniej stali lub żeliwa; takie naczynia zawsze oznaczone są piktogramem oznaczającym przydatność do kuchenek indukcyjnych.

Garnki powinny mieć dno, które przyciąga magnes.
Garnki, których nie można stosować na kuchniach indukcyjnych
- naczynia kuchenne ze średnicą mniejszą niż zalecana przez producenta,
- naczynia ceramiczne, szklane,
- naczynia ze stali nierdzewnej, aluminium, brązu lub miedzi, chyba że wyraźnie zaznaczono jako odpowiednie do kuchni indukcyjnych,
- naczynia z nóżkami, o wypukłym dnie itp.